# Бангкапи
Бангкапи (тайск. บางกะปิ) один из пятидесяти кхетов (округов) Бангкока, столицы Таиланда.
Бангкапи граничит с семью другими районами города: Бынгкум, Сапхансунг, Правеет, Суанлуанг, Хуайкхванг, Вангтхонгланг и Латпхрау.

## История
Примерно до середины XIX века эта территория была не заселена. Во время правления короля Рамы III сюда были переселены люди из мятежных лаосских городов Тямпатсак и Луангпхабанг.
Когда Бангкапи разросся в размерах, он был присоединен к провинции Пхранакхон, в качестве её района (Ампхе).
В 1972 году, провинции Пхранакхон и Тхонбури были присоединены к Бангкоку, а их ампхе, стали отдельными районами города (кхетами).
В 1977 году, подрайон Самсен Нок был выделен в отдельный район Хуайкхванг.
В 1989 году, Латпхрау и Бынгкум были выделены в отдельные районы.
В 1997 году, подрайон Вангтхонгланг был выделен в отдельный район, захватив с собой часть подрайона Кхлонгчан. После этой реорганизации границы Бангкапи больше не менялись.

## Административное деление
Район разделен на два подрайона (кхвенга)
| 1. | Кхлонгчан | คลองจั่น |  |
| 2. | Хуамак    | หัวหมาก |  |

Администрация района находится в подрайоне Кхлонгчан.

## Транспорт
Желтая линия городского метро проходит через район по улицам Латпхрау и Синакорин. Станции Lat Phrao 101, Bang Kapi, Yaek Lam Sali, Si Kritha.
Через район проходит кхлонг (канал) Сэнсэп, по которому осуществляются пассажирские перевозки. Канал соединяет район с центром города.
Станция Hua Mak скоростного поезда Airport Rail Link и железнодорожная станция Хуамак, хоть и находятся в районе Суанлуанг, но практически примыкают к Бангкапи.

## Места
- The Mall Lifestore Bangkapi

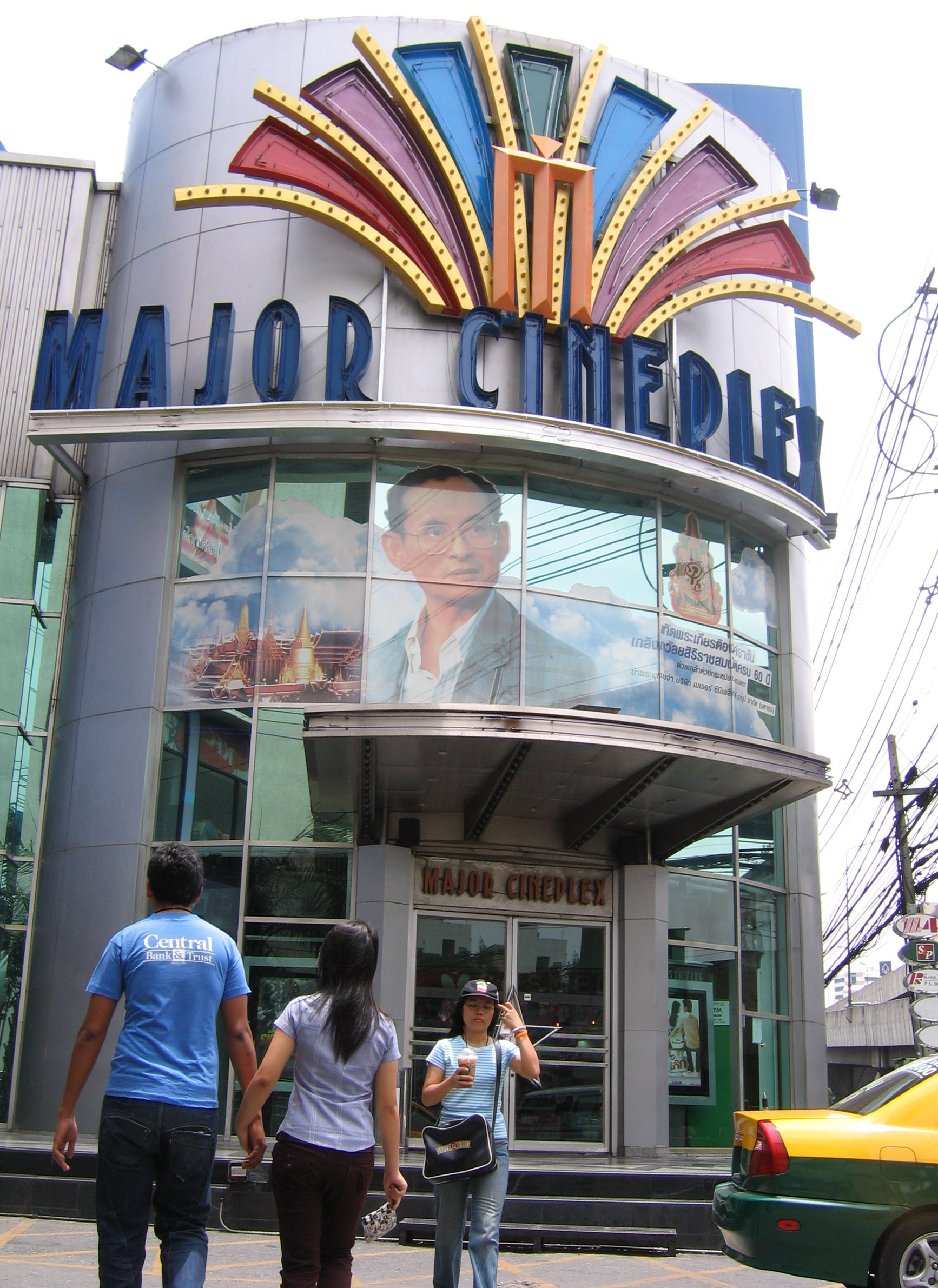
Major Cineplex Ramkhamhaeng

- Парк водных развлечений Harbor Island. (На крыше The Mall Bangkapi)[1]
- The Mall Ramkhamhaeng
- Университет Ramkhamhaeng
- National Institute of Development Administration (NIDA)[англ.]
- Assumption University[англ.]
- Спорт-комплекс Хуамак (включая национальный стадион Раджамангала)

|  |  |  |